# 텔레비전 드라마
텔레비전 드라마(영국 영어: dramatic programming, 미국 영어: television drama, television drama series)는 텔레비전 방송이 생긴 후 태어난 새로운 장르의 예술로, 그 역사는 무대극 · 영화 · 라디오 드라마에 이어 짧지만, 텔레비전의 특성인 시청각성(視聽覺性) · 동시성(同時性) · 대량전달성(大量傳達性) · 박진성(迫眞性) · 속보성(速報報性) 등의 강력한 힘을 발판으로 안방극장이란 애칭을 만들어냈다.

## 본질과 특성
텔레비전 초기에는 생방송으로 진행되었기 때문에 본질적으로는 연극에 가깝다고 여겨졌다. 그러나 이후에는 주로 녹화 방송되면서 편집이 가능해져 텔레비전 드라마가 연극보다 영화에 더 가깝다는 의견이 힘을 얻었다. 그러나 텔레비전 드라마가 영화화된 영화 작품과 원래의 드라마를 비교해보면 영화와의 차이점이 명확하다. 영화가 편집되고 만들어진 흐름이 강하다면, 텔레비전 드라마는 생(生)으로의 흐름이 강하다. 따라서 텔레비전 드라마는 본질상 연극과 영화의 중간에 위치한다. 텔레비전 드라마의 특성은 다음과 같다.
- 연극적, 영화적, 라디오적 성격

드라마는 연기 예술이라는 점에서 연극적이고, 카메라로 포착되는 점에서 영화적이고, 전파를 타고 가정에 전달되는 점에서 라디오적이다.
- 영화와 무대극의 중간적 성격

영화는 대형 화면 등으로 스펙터클한 요소를 많이 도입하는 반면, 텔레비전 드라마는 화면이 작다. 그러나 무대극과는 달리 텔레비전 드라마는 다양한 효과를 줄 수 있다.
- 접근상의 친근성, 동시성

텔레비전만 있으면 접할 수 있다는 점에서 친근하며, 텔레비전 드라마의 장면은 동시에 어디에선가 실제로 있을 것 같은 느낌을 주는 점에서 동시성을 준다.
- 주제의 보편성

텔레비전 드라마는 인간 생활의 정신적인 아름다움을 추구해야 하는 점에서 주제의 보편성이 요구된다.

## 각본
텔레비전 시청자들은 연극이나 영화의 관객과 비교할 수 없을 정도로 양적으로 많고, 지적 수준도 천태 만별이다. 이러한 시청자 대중이 만족할 각본을 쓴다는 것은 퍽 어려운 일이다. 각본 이전에 기획이 선행해야 한다. 따라서 자칫하면 작자는 기획에 규제되어 작자로서의 독자성을 잃게 된다. 또 시청률이 드라마의 우열(優劣)의 기준이 되고 있는 방송계에 있어 뛰어난 텔레비전 드라마가 전파를 타는 기회는 거의 폐쇄되어 있다.
텔레비전 각본은 스튜디오와 브라운관 크기의 제약(制約)도 고려해야 한다. 영화 스크린은 넓기 때문에 영화로는 인간을 자연 속의 점경(點景)으로서 다루는 것도 가능하다. 그러나 텔레비전 수상기에 비쳐 나오는 영상(풍경)은 작고 박력이 없다. 다르게 말하면, 텔레비전 드라마는 인간본위적이라는 것이다. 텔레비전 각본은 사건 그 자체를 쓰기보다, 사건을 인물의 움직임 속에 그려내는 것에 집중한다.

## 연출의 대상과 요소
텔레비전 드라마는 문학, 연극, 영화, 음악적 요소를 포함한다. 그러나 텔레비전 드라마의 근본이 되는 것은 역시 배우의 연기이다. 연기를 지도하고 정리하는 것이 연출자이다. 연출은 각본을 영상화하고 소리로 표현하는 과정도 포함한다. 연출자는 말로만 구성된 대본을 영상과 소리에 의해 구상화(具象化)한다.

## 연기 특징
텔레비전 드라마의 연기는 텔레비전이 매체가 된다는 점에서 연극, 영화, 라디오 상의 연기와 구별되는 특징을 갖는다. 텔레비전 연기자는 3∼5대의 카메라 중 동작하고 있는 카메라를 감각으로 포착해야 한다. 연기자는 조명과 마이크의 범위 내에서 연기해야 한다. 그러나 이러한 특징은 기술상의 문제일 뿐 본질적인 것은 아니다.

## 제작 과정
기획 단계에서는 프로그램 내용을 정하고, 작가·연출가·출연자를 결정하고, 주촬영장소와 예산 등을 결정한다. 텔레비전 드라마의 기획 단계 때부터 관여하여, 결정한 드라마를 제작하는 것이 프로듀서의 역할이므로, 사전 제작 드라마의 경우, 해외 판권 독점 계약을 위한 사전 심의를 반드시 거쳐야 한다.
프로듀서는 드라마 제작에 책임을 지지만, 드라마의 실제 제작은 연출자(디렉터)가 맡는다. 연출자는 작가와 의논하여 최종 배역을 결정하고, 미술, 기술 제작 의뢰표를 발행한다. 이것으로 제작 장비가 마련된다. 제작 예산은 문예비(각본료, 음악비 등), 미술비(소도구, 가발 등), 출연료로 이루어진다.

## 각국의 텔레비전 드라마

### 대한민국의 드라마
미니시리즈(월~토 6회 위주)나 일일연속극 형식이 가장 통상적으로 편성하고 있으며, 2019년 하반기에 방영된 SBS 금토 드라마 '스토브리그'의 경우, 프로야구 정규 시즌이 끝난 휴식기를 배경으로 하여, 시청자 정서에 제대로 잘 어울리는 스포츠 드라마로 선풍적인 인기를 끌면서, 시청률 1위를 기록하는 기염을 토했다.
더욱이, 2000년대 이후엔, 전편을 시청했던 수 많은 시청자들의 요청에 따라 시즌제 드라마를 기획 및 제작하는 경우가 많아졌으므로, KBS의 교육 드라마인 '학교 시리즈'가 지상파 방송 3사 중 시즌제 드라마의 새로운 지평을 열게 되었다.
KBS의 시즌제 교육 드라마 '학교 2013'의 편성 기획을 담당한 KBS 드라마본부의 곽기원 기획 팀장의 인터뷰에서, "검증을 이미 통과한 콘텐츠를 한 층 더 업그레이드된 형태의 새로운 드라마로 재탄생 할 수 있다는 점에서 시즌제 드라마는 분명히 발전된 형태이므로, 기획 단계에서 프로그램 제작 환경의 선진화와 이전보다 더 나은 속편을 만들기 위한 제작진들의 확고한 의지가 절대적으로 필요하다"라고 덧붙였다.

### 미국의 드라마
소재와 형식이 다양하다. 시즌제 형식의 연속극이 일반적이지만 미니시리즈와 낮에 방영하는 연속극도 있다.

### 일본의 드라마
미니시리즈가 상당수를 차지하고 있지만, 전편을 시청했던 수 많은 시청자들의 요청에 따라 시즌제로 장기간 방영하는 연속극도 있다. 만화나 소설 등을 원작으로 한 작품도 많으며 드라마가 극장판으로 발전되는 경우도 많다. 특정 시간대가 드라마로 유명한 경우도 있다.

## 같이 보기
- 텔레비전 드라마 목록
- 다큐 드라마
- 팩션 드라마